# Дюкосте, Серж
Серж Дюко́сте (фр. Serge Ducoste; 4 февраля 1944, Гаити — 5 июля 2024) — гаитянский футболист, игравший на позиции защитника. Участник чемпионата мира 1974 года.

## Биография

### Клубная карьера
Дюкосте всю футбольную карьеру играл за «Эгль Нуар», за которую играл в течение 10 сезонов. В составе этой команды он был капитаном и в 1970 году выиграл чемпионский титул.

### Карьера в сборной
В составе сборной Гаити принимал участие на чемпионате мира 1974 года и сыграл в одном матче группового этапа со сборной Аргентины (1:4). Всего за сборную Гаити сыграл 14 матчей, в которых не отметился забитыми голами.

### Смерть
Скончался 5 июля 2024 года в возрасте 80 лет от последствий болезни Альцгеймера.